# Christoph Praetorius
Christoph Praetorius (Bolesławiec, Voivodat de Baixa Silèsia), [...?] - [...?], 1609) fou un músic alemany.
Durant molt temps fou cantor en el Johanneum de Lüneburg.
Publicà; Frökliche und liebliche Ehrenlieder von züchtiger Lieb und chelicher Treu (1581) i un cant fúnebre en la mort de Philipp Melanchthon un professor i teòleg seguidor de Luther.